# Oscar Wennersten (lustspelsförfattare)
Oscar Wennersten, född 28 maj 1868 i Harplinge, Hallands län, död 12 september 1922 i Stockholm, var en svensk folkspelsförfattare.
Oscar Wennersten var son till rotebåtsman Johan Frimodig, "Doktor Frimodig". Han fick hjälpa till som sjukvårdare i Karlskrona och sysslade även med sjukvård i Harplinge, bland annat hade han en egen medicin för att bota lunginflammation. Johan Frimodig emigrerade senare till USA.
Oscar Wennersten försökte redan i tonåren att försörja sig som tankeläsare, och reste senare runt för att visa skioptikonbilder och "levande bilder". Senare var han en tid verksam som journalist i Stockholm innan han 1905 grundade Folkets Hus Teater som han drev fram till 1917. Han återkom som teaterchef där 1921–1922. Wennersten tog bland annat initiativet till uppförandet av August Strindbergs Gustaf Adolf på Cirkusteatern 1912. Han ledde även flera sommar- och revyteatrar. Bland hans mera kända pjäser, varav de flesta tillhörde den lättare genren, kan märkas Bröllopet på Solö, Sankte Pär och bohuslänningen samt Bröderna Östermans huskors. Andra pjäser var friluftspjäserna Tattare och Gamla herrgården.  Wennersten var nära vän till Strindberg under hans senare år i livet.